# Rising High Records
Rising High Records fue un sello discográfico británico especializado en rave, techno y ambient. Fue creado en 1991 por Caspar Pound. Tiene varios subsellos, como Ascension Records (para música dance), Sapho (especializado en discos de corte más experimental), Rising High USA (para Estados Unidos) o Blue Angel.

## Algunos artistas de la discográfica
Entre los artistas más significativos del sello destacan:
- Pete Smith & Caspar Pound (The Hypnotist)
- A Homeboy
- A Hippie and A Funky Dread
- Project One
- Friends Lovers And Family
- Bedouin Ascent
- Interface
- Audio Assault
- Mixmaster Morris
- Pete Namlook
- Earth Leakage Trip
- Signs Of Chaos
- Church Of Extacy
- Luke Vibert (como Wagon Christ y Plug)
- Knight Phantom
- Syzygy
- Pearl aka Phil Earl